# Autoportrait (Goya, 1783)
Pour les articles homonymes, voir Autoportrait (homonymie).
Autoportrait est un tableau réalisé par le peintre espagnol Francisco de Goya en 1783. Cette huile sur toile est un autoportrait en buste de l'artiste de 37 ans aperçu par son profil gauche, son corps massif presque collé contre un chevalet. Léguée en 1899 par Jean-Baptiste Alexandre Damase de Chaudordy, ancien ambassadeur de France en Espagne, l'œuvre est conservée depuis 1900 au musée des Beaux-Arts d'Agen, à Agen, dans le Lot-et-Garonne. Elle fait l'objet d'un vol en janvier 1949 mais est par la suite retrouvée.